# Кровяной пудинг
Tiết canh — вьетнамское блюдо из сырой крови, которое в Северном Вьетнаме подают с варёным мясом. Свинина и утятина являются наиболее распространенными животными, используемыми для приготовления пудинга из сырой крови. Самым популярным является tiết canh vịt, приготовленный из мяса и крови свежеубитой утки.

## Стандартная подготовка
Свежую кровь собирают в миску и предотвращают преждевременное свертывание (ham huyết), смешивая её с рыбным соусом в определённой пропорции, обычно от трех до пяти столовых ложек рыбного соуса на одну кварту (примерно 1 литр) крови. Мелко нарезанное мясо, и приготовленные утиные внутренности (например, желудки) с утиным мясом, кладут в неглубокую посуду вместе с посыпкой из дробленого арахиса и измельченных трав, таких как вьетнамский кориандр, мята и т. д. Затем смесь крови и рыбного соуса разбавляют бульоном, оставшимся после приготовления мяса и/или желудков, чтобы способствовать свертыванию крови, а затем быстро выливают в приготовленный кровяной пудинг. Готовое блюдо можно хранить в холодильнике в прохладном месте, и это позволяет крови сохранять свернувшееся состояние. Если блюдо достать из холодильника и оставить на время при комнатной температуре, кровь снова вернется в жидкое состояние.

## Риск для здоровья
Сырая свиная кровь часто содержит свиные бактерии, и их употребление может вызвать тяжелые бактериальные инфекции. Например, стрептококковая бактериальная инфекция может вызвать угнетение дыхания, заражение крови и тяжелый некроз рук и ног и потенциально может привести к летальному исходу. Во Вьетнаме были случаи человеческих жертв после употребления сырого кровяного пудинга.

## Дополнительно
- Фотографии tiết canh от Тристана Саватье с Flickr